# Hangar de Arte Joven
El Hangar de Arte Joven, también conocido como Hangar de las Artes, será un centro nacional de creación artística ubicado de la ciudad de Miranda de Ebro (España) promovido por la Junta de Castilla y León. El proyecto está enmarcado dentro del Programa Ciudades que pretende identificar a algunas localidades de Castilla y León con diferentes disciplinas artísticas. En el caso de Miranda de Ebro se la relacionará con las artes plásticas. Las obras del centro comenzaron en verano de 2009. Además será la sede de la Fundación Arte Joven de Castilla y León.

## Objetivo
El Hangar de las Artes tendrá como objetivo primordial la formación artística de unos 45 alumnos en el campo de las artes plásticas en doce modalidades: pintura, escultura, dibujo, grabado, cerámica, cómic, teatro, danza, música, fotografía, cine y creación digital. Además de la docencia también se concibe el proyecto como un escaparate donde los artistas podrán exponer al público sus obras.
Los futuros artistas residirán mientras dure su aprendizaje en el Albergue Juvenil Fernán González (remozado en residencia), anexo al hangar.

## Edificio
El edificio se proyecta como una nave cuyo centro será la sala de exposiciones principal complementada por los talleres o zonas de trabajo para uso docente. Dispondrá de dos plantas:
- En la planta baja se ubicará la sala de exposiciones, los talleres de trabajo (siete grandes talleres en doble altura y otros ocho más pequeños). Tanto los talleres grandes como los pequeños se podrán unir permitiendo su uso como taller colectivo. En esta planta se localizarán las zonas comunes de servicios.

- La primera planta se concibe como un anillo en torno a la doble altura de la sala de exposiciones formado por los pasillos de acceso a las aulas y a los altillos de los talleres grandes. A la primera planta se accederá mediante el ascensor, o por la escalera emplazada junto al vestíbulo, en la sala de exposiciones. Sobre los talleres pequeños se situarán dos aulas y una sala multimedia. Se construirá además en esta planta un taller calcográfico, dos almacenes y una sala de instalaciones. Los altillos de los talleres grandes serán los despachos de los artistas.

El hangar se proyecta como un edificio aislado dentro de una parcela, de manera que en su exterior se situarán los aparcamientos y el acceso rodado al edificio. Esta zona peatonal se entiende como galería de exposición al aire libre. A ambos lados del edificio principal se extenderán los jardines que se utilizarán como talleres al aire libre. Desde el exterior destaca del conjunto los tres tragaluces gigantes del tejado del hangar.

## Referencias

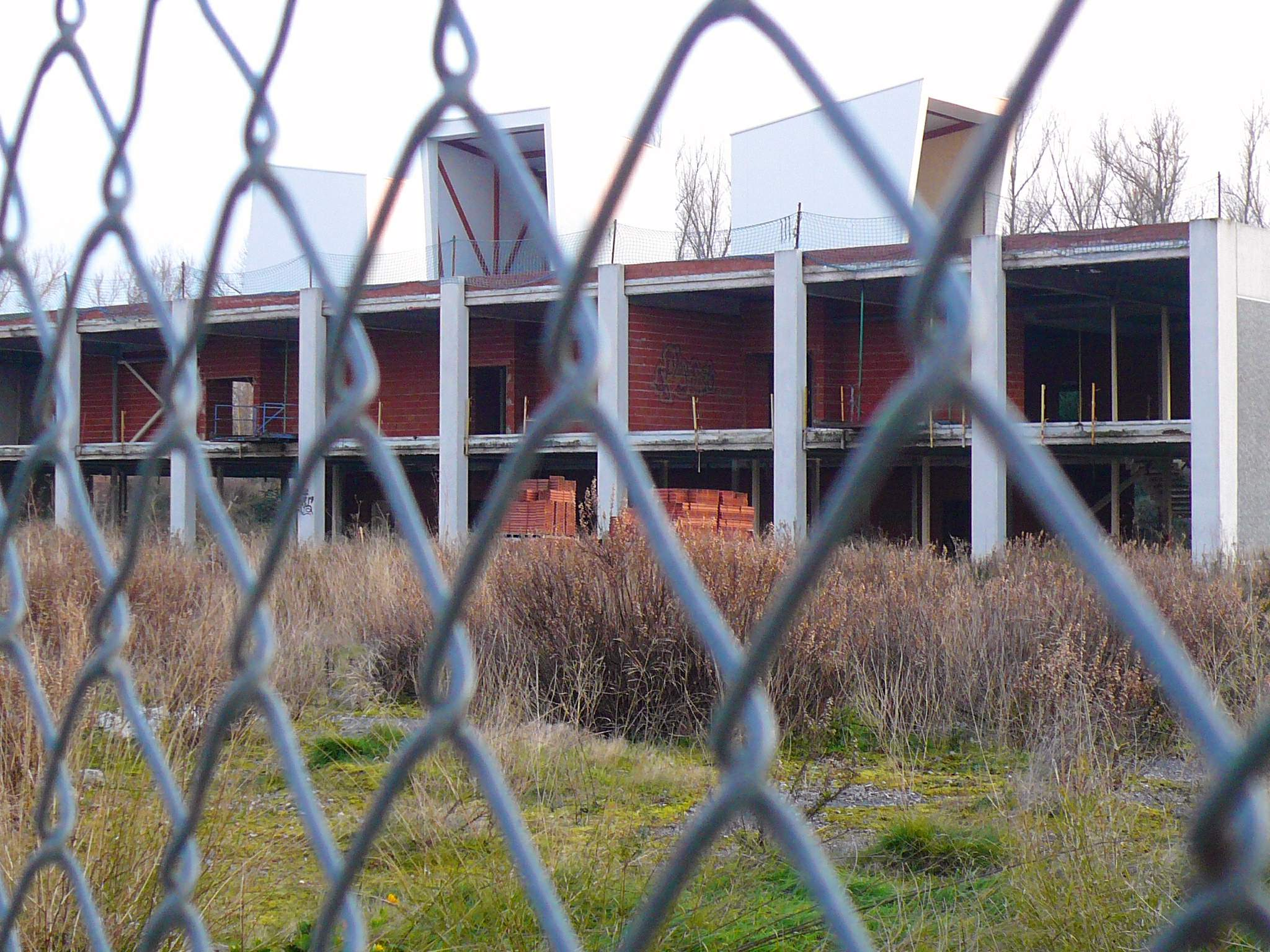
Las obras del fallido Hangar de Arte Joven están abandonadas desde 2010